# مودیعین-مکابیم-ریعوت

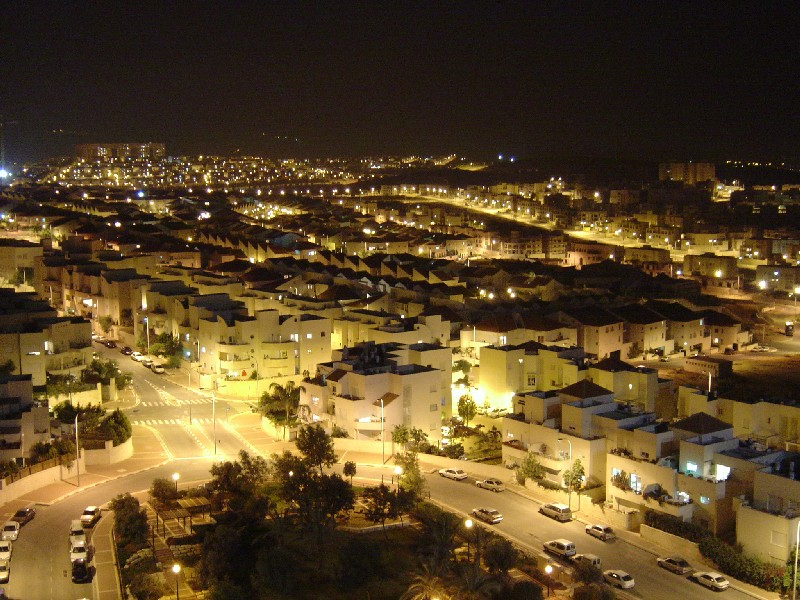
تصویری از منازل مسکونی در شهر مودیعین مکابیم.

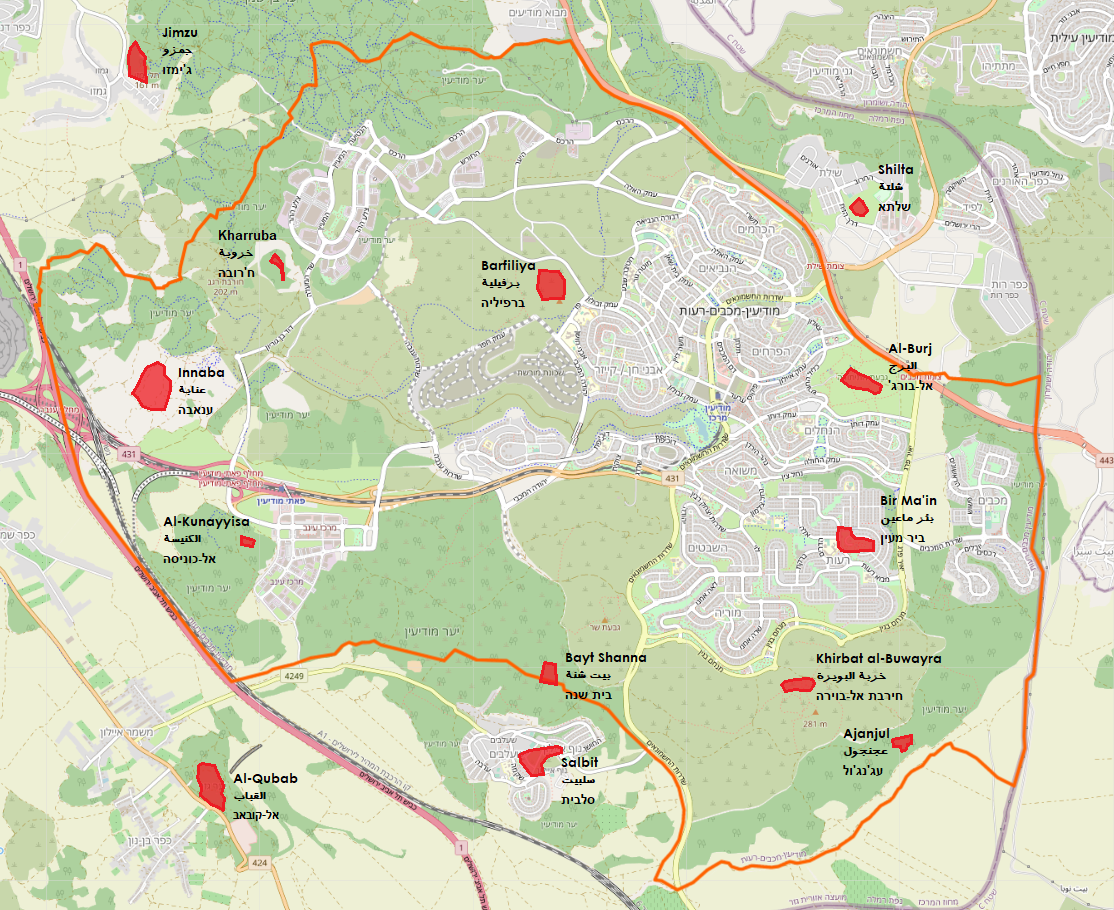
نقشه روستاهای خالی شده فلسطینی در محدوده شهرداری مودیعین-مکابیم-ریعوت

مودیعین-مکابیم-ریعوت (در عبری: מודיעין-מכבים-רעות) نام شهری در استان مرکزی اسرائیل است که جمعیت آن در سال ۲۰۰۶ ۶۲٬۲۰۰ نفر و مساحت آن ۵۰٫۱۷۶ کیلومتر مربع بوده‌است.
حدود شهرداری این شهر شامل چندین روستای فلسطینی که در سال ۱۳۲۷ (۱۹۴۸ میلادی) اهالی آن اخراج و آواره شده اند هم می شود. خرابه های بعضی از این روستاها هنوز وجود دارد، ولی بعضی دیگر کاملا تخریب شده اند و اراضی آنها امروزه کاربری دیگری دارد. این روستا ها شامل عجنجول، برفلیه، بیت شنه، بئر ماعین، البرج، عنابه، خربت البویره، خروبه و الکنیسه می شود.